# Hârlești, Bacău
Hârlești este un sat în comuna Filipești din județul Bacău, Moldova, România.